# Melvin M. Boothman

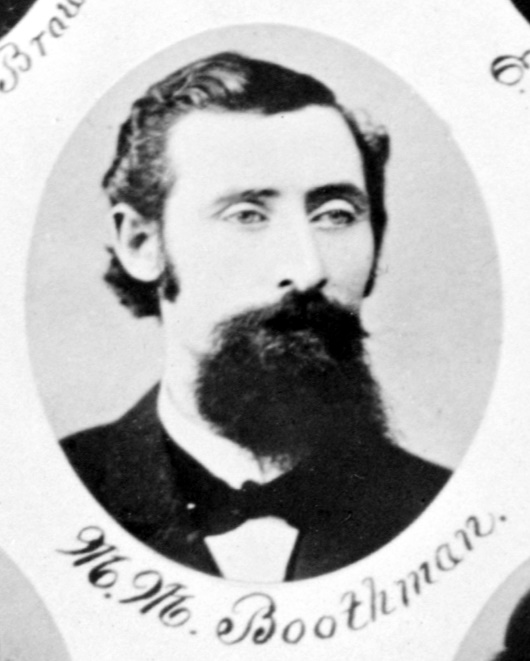
Melvin M. Boothman

Melvin Morella Boothman (* 16. Oktober 1846 bei Bryan, Ohio; † 5. März 1904 ebenda) war ein US-amerikanischer Politiker. Zwischen 1887 und 1891 vertrat er den Bundesstaat Ohio im US-Repräsentantenhaus.

## Werdegang
Melvin Boothman besuchte die öffentlichen Schulen seiner Heimat und betätigte sich danach in der Landwirtschaft. Während der Endphase des Bürgerkrieges diente er ab Januar 1864 im Heer der Union. Dabei machte er den Atlanta-Feldzug von General William T. Sherman mit. Nach einem Jurastudium an der University of Michigan in Ann Arbor und seiner 1871 erfolgten Zulassung als Rechtsanwalt begann er in Bryan in diesem Beruf zu arbeiten. Gleichzeitig schlug er als Mitglied der Republikanischen Partei eine politische Laufbahn ein. Zwischen 1871 und 1875 war er Kämmerer im Williams County.
Bei den Kongresswahlen des Jahres 1886 wurde Boothman im sechsten Wahlbezirk von Ohio in das US-Repräsentantenhaus in Washington, D.C. gewählt, wo er am 4. März 1887 die Nachfolge des Demokraten William D. Hill antrat. Nach einer Wiederwahl konnte er bis zum 3. März 1891 zwei Legislaturperioden im Kongress absolvieren. Im Jahr 1890 verzichtete er auf eine weitere Kandidatur. Nach seiner Zeit im US-Repräsentantenhaus praktizierte Boothman wieder als Anwalt in Bryan, wo er am 5. März 1904 starb.